# Mojtaba Jamenei
Mojtabá Hoseiní Jamenei (en persa: سید مجتبی حسینی خامنه‌ای‎; Mashhad, 8 de septiembre de 1969) es un clérigo chiita iraní, segundo hijo de Alí Jameni. Sirvió en la guerra entre Irán e Irak de 1987 a 1988. Según informes, también tomó el control de la milicia Basich que se utilizó para reprimir las protestas por las elecciones de 2009.
Se le considera uno de los posibles candidatos para suceder a su padre Alí Jamenei, líder de Irán durante más de tres décadas.

## Temprana edad y educación
Mojtaba nació en Mashhad en 1969 y es el segundo hijo de Alí Jamenei, líder supremo de Irán. Después de graduarse de la escuela secundaria, estudió teología. Sus primeros maestros incluyeron a su propio padre y al ayatolá Mahmoud Hashemi Shahroudi.
En 1999, continuó sus estudios en Qom para convertirse en clérigo. Mohammad-Taqi Mesbah-Yazdi, el ayatolá Lotfollah Safi Golpaygani y Mohammad Baqer Jarrazi fueron sus maestros allí.

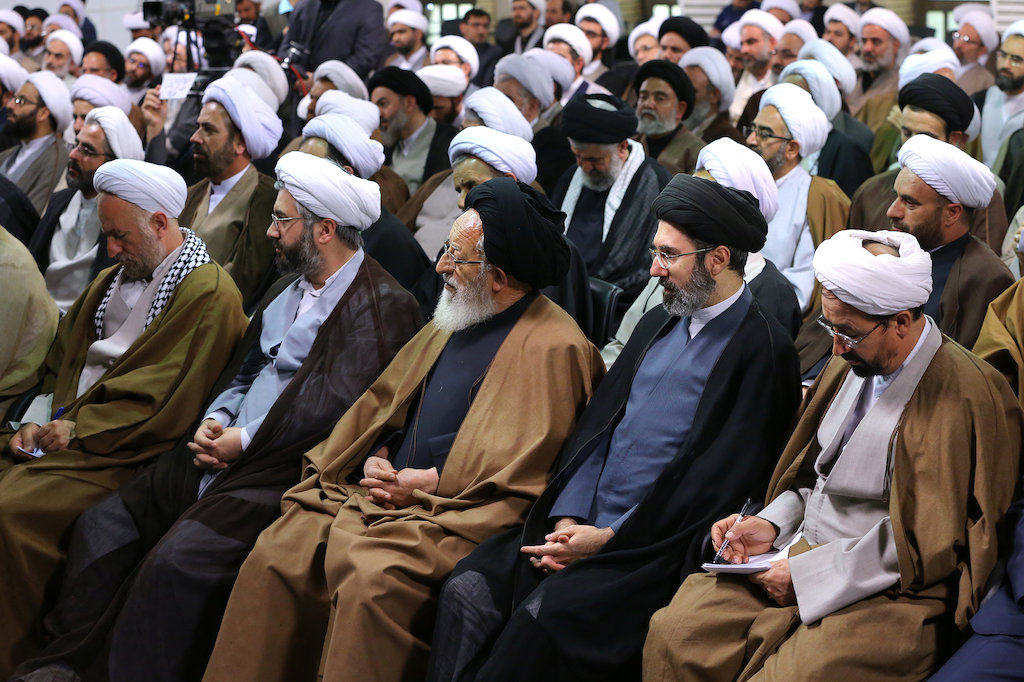
Mojtaba Jamenei y otros miembros del Seminario de Qom el 15 de marzo de 2016

## Actividades e influencia políticas

### Apoyo a Ahmadineyad
Jamenei estaba afiliado al presidente iraní Mahmud Ahmadineyad, y apoyó a Ahmadineyad en las elecciones presidenciales de 2005 y 2009. Los periodistas afirmaron que pudo "haber desempeñado un papel destacado en la orquestación" de la victoria electoral de Ahmadineyad en 2009.
Se especuló que Jamenei había desempeñado "una figura clave en la orquestación de la represión contra los manifestantes antigubernamentales" en junio de 2009. Se cree que estuvo directamente a cargo del grupo paramilitar Basich, a pesar de que su nombre no apareció en la prensa del régimen.
En una carta abierta, Mehdí Karrubí, candidato reformista en las elecciones de 2009, acusó a Mojtaba Jamenei de conspirar para manipular las elecciones en favor de Ahmadineyad, refiriéndose a la interferencia ilegal de "una red".
Mahmud Ahmadineyad acusó posteriormente a Jamenei de malversación del tesoro estatal.

### Especulación como posible sucesor
Se informa que Jamenei tiene una fuerte influencia sobre su padre y se habla de él como su posible sucesor.Algunos piensan que esto presenta un problema, ya que el Líder Supremo debe ser elegido por la Asamblea de Expertos entre los principales eruditos islámicos chiitas, pero se ha observado que el anterior titular, Ruhollah Jomeiní, ejerció una fuerte influencia a favor de la elección del padre de Jamenei.
The Guardian sostiene que "la fuerza de los seguidores de Mojtaba no ha sido demostrada", y aunque viste túnicas clericales, "de ninguna manera tiene el estatus teológico" para ascender a Líder Supremo. Según Los Angeles Times, la estatura religiosa y política de Mojtaba aún puede no ser suficiente para que Ali Jamenei revele algún día a su hijo como su sucesor. Sin embargo, muchos consideran que la Asamblea de Expertos es un órgano ceremonial sin ningún poder real.
Según The Guardian y el periódico francés Libération, entre otras fuentes, se cree ampliamente que controla grandes activos financieros. Esta acusación fue rechazada por la Asamblea de las Fuerzas de la Línea del Imán, un grupo político iraní dirigido por su tío Hadi Jamenei.
Durante la presidencia de Ebrahim Raisi, se especuló que tanto Raisi como Motjaba Jameini serían probables futuros sucesores como líder supremo. Tras la muerte de Raisi en 2024, Jameini ha sido considerado el favorito para el puesto.

## Vida personal
Mojtaba enseña teología en el seminario de Qom. Mojtaba Jamenei se casó con Zahra Haddad-Adel en 2004. Su primer hijo, un hijo llamado Mohammad Bagher, nació en 2007. La segunda hija de la pareja, una hija llamada Fatemeh Sadaat, nació en 2013. En 2017 nació un segundo hijo, Mohammad Amin.

### Activos financieros
Se cree ampliamente que Jamenei controla importantes activos financieros.